# جوزناي
جوزناي (بالفرنسية: Gosnay)‏ هي بلدية تقع في إقليم باد كاليه من منطقة نور با دو كاليه في شمال فرنسا. تبلغ مساحة هذه المدينة 2.21 (كم²)، وترتفع عن سطح البحر 29 م، يبلغ عدد سكانها 1195 نسمة حسب إحصاء المعهد الوطني للإحصاء والدراسات الاقتصادية سنة 2009 م. وترأس Francis Verloo البلدية خلال فترة (2008-2014).